# Alfred Moroux
Alfred Moroux est un homme politique français né le 6 juin 1849 à Saint-Civran (Indre) et décédé le 23 mars 1906 à Saint-Civran.

## Biographie
Agriculteur, il est maire de Saint-Civran, conseiller d'arrondissement en 1883, conseiller général du canton de Saint-Benoît-du-Sault en 1885 et président du conseil général. 
Il est député de l'Indre de 1891 à 1897 et sénateur de l'Indre de 1897 à 1906, inscrit au groupe de l'Union républicaine. Il se consacre surtout aux questions agricoles.